# Mckenna Grace
Mckenna Grace (Grapevine, Texas, 2006. június 25. –) amerikai színésznő.
Legismertebb alakítása Jasmine Bernstein a Crash és Bernstein című szituációs komédiában, illetve a Nyughatatlan fiatalok című szappanoperában is szerepelt.

## Fiatalkora
2006. június 25-én született a Grapevineben, szülei Ross Burge és Crystal Grace. 1/8. részt mexikói származású.

## Pályafutása
2012-ben debütált a Disney XD Crash és Bernstein sorozatában. 2013 és 2015 között a Nyughatatlan fiatalok című szappanopera szereplőgárdájának tagja volt. 2015-ben a CSI: Cyber helyszínelők három epizódjában kapott szerepet. Egy évvel később A függetlenség napja – Feltámadás című filmben tűnt fel.
2017-ben A tehetség című filmdrámában, 2019-benn az Annabelle 3. – Hazatérés című horrorfilmben volt látható. Ugyanebben az évben a Marvel Kapitány című szuperhősfilmben is szerepelt, Carol Danvers gyerekkori énjeként. 2021-túl 2022-ig A szolgálólány meséje című drámasorozatban láthatták a nézők.

## Filmográfia

### Film
| Év   | Magyar cím                           | Eredeti cím                  | Szerep                      | Magyar hang             |
| ---- | ------------------------------------ | ---------------------------- | --------------------------- | ----------------------- |
| 2013 |                                      | Goodbye World                | Hannah Palmer               |                         |
| 2013 |                                      | Suburban Gothic              | Zelda                       |                         |
| 2015 |                                      | Russell Madness              | Lena                        |                         |
| 2015 |                                      | Frankenstein                 | Molly                       |                         |
| 2016 |                                      | Mr. Church                   | Isabel "Izzy" Brooks        |                         |
| 2016 | Angry Birds – A film                 | The Angry Birds Movie        | Ella (hangja)               | Azurák Zsófia           |
| 2016 | A függetlenség napja – Feltámadás    | Independence Day: Resurgence | Daisy Blackwell             | Dolmány-Bogdányi Korina |
| 2017 | A tehetség                           | Gifted                       | Mary Adler                  | Azurák Zsófia           |
| 2017 | Hogyan legyél latin szerető          | How to Be a Latin Lover      | Arden                       | Azurák Zsófia           |
| 2017 | Amityville: Az ébredés               | Amityville: The Awakening    | Juliet Walker               | Csikos Léda             |
| 2017 | Én, Tonya                            | I, Tonya                     | Tonya Harding fiatalon      | Kobela Kíra             |
| 2018 | Ready Player One                     | Ready Player One             | általános iskolás lány      |                         |
| 2019 | Marvel Kapitány                      | Captain Marvel               | Carol Danvers fiatalon      | Azurák Zsófia           |
| 2019 | Zéró csapat                          | Troop Zero                   | Christmas Flint             |                         |
| 2019 | Annabelle 3. – Hazatérés             | Annabelle Comes Home         | Judy Warren                 | Kobela Kíra             |
| 2020 | Scooby!                              | Scoob!                       | Diána Blake fiatalon (hang) | Kobela Kíra             |
| 2021 | Szilaj: Zabolátlanok                 | Spirit Untamed               | Abigail Stone (hangja)      | Szűcs Anna Viola        |
| 2021 | Eleven kór                           | Malignant                    | Madison Mitchell fiatalon   |                         |
| 2021 | Szellemirtók – Az örökség            | Ghostbusters: Afterlife      | Phoebe Spengler             | Dolmány-Bogdányi Korina |
| 2023 | Kráter                               | Crater                       | Addison                     | Dolmány-Bogdányi Korina |
| 2023 | A Mancs őrjárat: A szuperfilm        | PAW Patrol: The Mighty Movie | Skye (hangja)               | Pekár Adrienn           |
| 2024 | Szellemirtók – A borzongás birodalma | Ghostbusters: Frozen Empire  | Phoebe Spengler             | Dolmány-Bogdányi Korina |

### Televízió
| Év         | Magyar cím                      | Eredeti cím                    | Szerep                         | Megjegyzések                                   |
| ---------- | ------------------------------- | ------------------------------ | ------------------------------ | ---------------------------------------------- |
| 2012–2014  | Crash és Bernstein              | Crash & Bernstein              | Jasmine Bernstein              | mellékszereplő magyar hangja Kéthely Nagy Kata |
| 2013       |                                 | The Goodwin Games              | Chloe fiatalon                 | 1 epizód                                       |
| 2013       |                                 | Joe, Joe & Jane                | Sydney                         | próbaepizód                                    |
| 2013–2014  | Instant anyu                    | Instant Mom                    | Sam                            | 2 epizód                                       |
| 2013–2015  | Nyughatatlan fiatalok           | The Young and the Restless     | Faith Newman                   | mellékszereplő                                 |
| 2014       | Clarence                        | Clarence                       | Tinia (hangja)                 | 1 epizód                                       |
| 2014       | CSI: A helyszínelők             | CSI: Crime Scene Investigation | Abby Fisher fiatalon           | 1 epizód                                       |
| 2014       |                                 | Clementine                     | Lucy                           | próbaepizód                                    |
| 2015       |                                 | Genie in a Bikini              | Teresa                         | tévéfilm                                       |
| 2015       |                                 | Babysitter's Black Book        | Cindy                          | tévéfilm                                       |
| 2015       |                                 | Pickle and Peanut              | Cindy / Sugarbee (hangja)      | 2 epizód                                       |
| 2015       | Az eb és a web                  | Dog with a Blog                | Jules                          | 1 epizód                                       |
| 2015       | Vámpírnaplók                    | The Vampire Diaries            | Caroline Forbes fiatalon       | 2 epizód                                       |
| 2015       | K.C., a tinikém                 | K.C. Undercover                | Quinn                          | 1 epizód                                       |
| 2015       | CSI: Cyber helyszínelők         | CSI: Cyber                     | Michelle Mundo                 | 3 epizód                                       |
| 2015–2017  | Egyszer volt, hol nem volt      | Once Upon a Time               | Emma Swan fiatalon             | 4 epizód                                       |
| 2016       | Pedagógerek                     | Teachers                       | Avery                          | 1 epizód                                       |
| 2016       | Bizaardvark                     | Bizaardvark                    | Didi                           | 1 epizód                                       |
| 2016, 2018 | Elena, Avalor hercegnője        | Elena of Avalor                | Bella (hangja)                 | 2 epizód magyar hangja Gyarmati Laura          |
| 2016–2017  | Az Oroszlán őrség               | The Lion Guard                 | Kambuni (hangja)               | 2 epizód                                       |
| 2016–2020  | Még mindig Bír-lak              | Fuller House                   | Rose Harbenberger              | mellékszereplő                                 |
| 2016–2019  | A kijelölt túlélő               | Designated Survivor            | Penny Kirkman                  | mellékszereplő magyar hangja Kobela Kíra       |
| 2017–2019  | Mickey és az autóversenyzők     | Mickey and the Roadster Racers | Bitsy Beagleberg (hangja)      | mellékszereplő                                 |
| 2018       | A Hill-ház szelleme             | The Haunting of Hill House     | Theodora ‘Theo’ Crain fiatalon | mellékszereplő magyar hangja Kobela Kíra       |
| 2018       | Sabrina hátborzongató kalandjai | Chilling Adventures of Sabrina | Sabrina Spellman fiatalon      | 1 epizód                                       |
| 2018–2021  | Az ifjú Sheldon                 | Young Sheldon                  | Paige                          | mellékszereplő magyar hangja Gyarmati Laura    |
| 2021       | A szolgálólány meséje           | The Handmaid's Tale            | Esther Keyes                   | 3 epizód                                       |
| 2021       |                                 | Just Beyond                    | Veronica                       | főszereplő                                     |
| 2022       | A rosszcsont visszatér          | The Bad Seed Returns           | Emma Grossman                  | tévéfilm                                       |
| 2022       |                                 | A Friend of the Family         | Jan Broberg                    | főszereplő minisorozat                         |